# Cosoleacaque (kommun)
Cosoleacaque är en kommun i Mexiko.   Den ligger i delstaten Veracruz, i den sydöstra delen av landet, 500 km öster om huvudstaden Mexico City.
Följande samhällen finns i Cosoleacaque:
- Cosoleacaque
- Coacotla
- Fraccionamiento los Prados
- Hermenegildo J. Aldana
- Residencial las Olas
- Colonia Luis Donaldo Colosio
- La Esperanza
- Las Jacarandas
- Fraccionamiento Villas Ana María
- Martín Lancero
- Zacatal Victoria
- Lázaro Cárdenas
- Ojo de Agua
- Fernando Gutiérrez Barrios
- Los Encinos
- Ejido la Bomba
- El Dorado
- El Potrerillo
- Loma de Achota
- El Limón
- El Rincón de la Colmena
- Cocal
- El Kilómetro Quince
- Quinta Santa Teresita
- Cerro Blanco